# Вівалду Семеду
Вівалду Леандро Семеду Моура Соуза (порт. Vivaldo Leandro Semedo Moura Sousa, нар. 28 січня 2005, Луанда, Ангола) — португальський футболіст ангольського походження, нападник італійського «Удінезе».
На правах оренди грає в португальському клубі «Візела».

## Ігрова кар'єра

### Клубна
Вівалду Семеду народився в Анголі, а футболом почав займатися в Португалії. У 2018 році він приєднався до клубної академії столичного «Спортінга», де грав за юнацькі клубні команди. 6 травня 2021 року футболіст підписав з клубом професійний контракт. А влітку 2022 року Семеду перейшов до італійського клубу «Удінезе», з яким підписав контракт на три роки. Перший сезон нападник грав за молодіжну команду «Удінезе». Дебют Семеду на професійному рівні відбувся 30 січня 2023 року, коли він вийшов на заміну у матчі чемпіонату Італії проти «Верони».
Другу половину сезону 2023/24 Семеду провів, граючи на правах оренди у нідерландському клубі «Волендам».
2 вересня 2024 року нападник знову був відправлений в оренду до кінця сезону — в португальський клуб «Візела».

### Збірна
Вівалду Семеду народився в Анголі, але з 2022 року грає за юнацькі збірні Португалії.